# Psychotria piperi
Psychotria piperi är en måreväxtart som beskrevs av Elmer Drew Merrill. Psychotria piperi ingår i släktet Psychotria och familjen måreväxter. Inga underarter finns listade i Catalogue of Life.